# Quetico Provincial Park

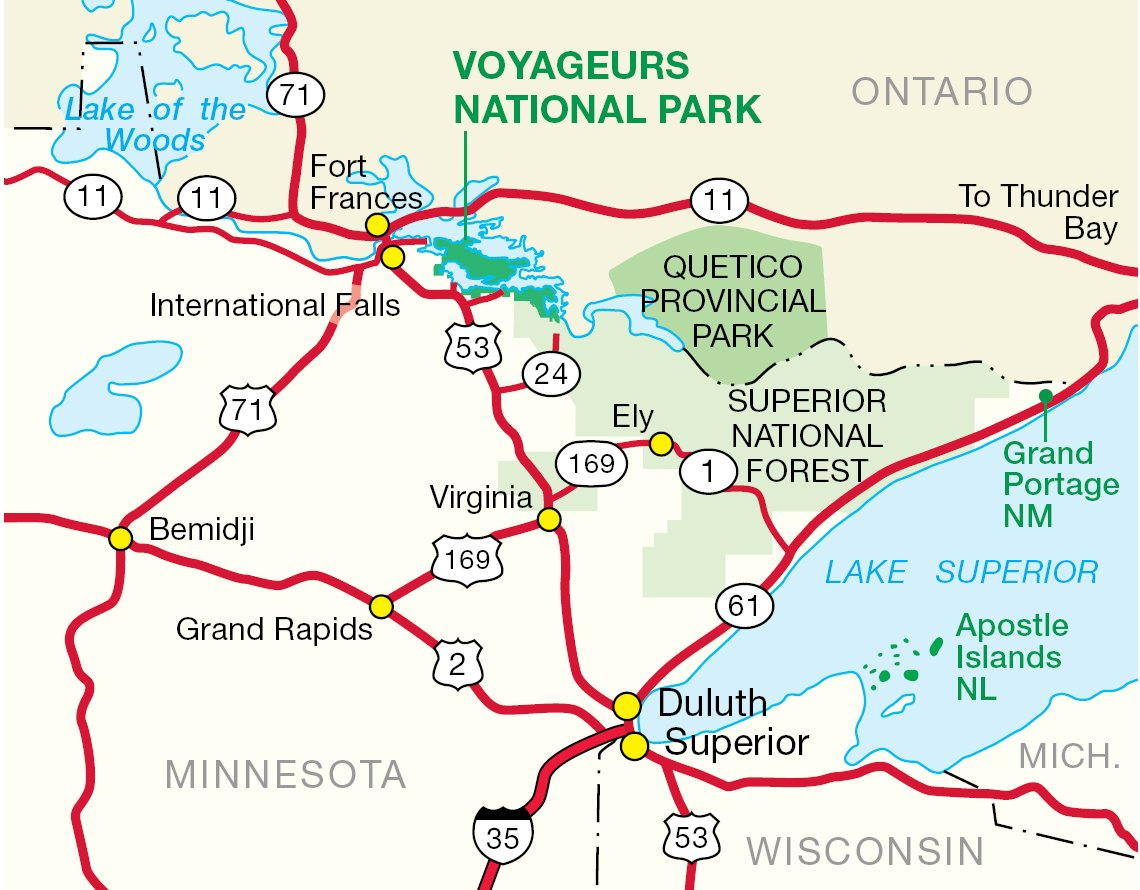
Lage in der Region

Der Quetico Provincial Park ist ein 4719,42 km² großer Provinzpark in der kanadischen Provinz Ontario. Der Wilderness Park liegt unmittelbar an der Grenze zu den Vereinigten Staaten im Südwesten der Provinz, übergreifend in den Bezirken Rainy River District sowie zu einem kleinen Teil im Thunder Bay District.

## Anlage
Der viertgrößte der Provincial Parks in Ontario liegt am südlichen Rand des Kanadischen Schildes, an der Laurentinischen Wasserscheide und ist geprägt durch seine rund 2000 Seen. Die größten von ihnen sind Basswood Lake, Beaverhouse Lake, McKenzie Lake, Pickerel Lake, Poohbah Lake, Quetico Lake und Sturgeon Lake. Ebenso wie der Lac la Croix im Westen und der Crooked Lake im Süden liegt der Saganaga Lake im Osten nur mit Teilen im Parkgebiet. Der Park nimmt eine Übergangszone zwischen den borealen Wäldern im Norden, den Mischwäldern im Süden und den Wäldern der Great Plains im Westen und Südwesten ein.
Nach Süden grenzt der Park an die Boundary Waters Canoe Area Wilderness des Superior National Forest im US-Bundesstaat Minnesota. Im Osten wird der Park im Wesentlichen von der Grenze zum benachbarten Thunder Bay District begrenzt. Lediglich der Saganagons Lake, mit seinem unmittelbaren Ufergebiet, gehört hier noch zum Park. 
An der südwestlicher Ecke des Provincial Parks liegt die Anishinabe-Gemeinde „Lac La Croix“, ein Reservat der First Nations. Hier befindet sich auch die „Lac La Croix Ranger Station“, eine der Rangerstationen für den offiziellen Parkzugang. Eine zweite, die „Beaverhouse Lake Ranger Station“, liegt im Nordwesten und eine dritte, die „Cache Bay Ranger Station“, im Südosten des Parks am Saganagons Lake. Im Süden, an der Grenze, findet sich die „Prairie Portage Ranger Station“. Die letzte offizielle Zugangsmöglichkeit ist der „Backcountry Entrance Point - Dawson Trail“ im Nordosten.
Nördlich des Parks, am King’s Highway 11, liegt die kleine Gemeinde Atikokan. Die nächstgrößere kanadische Stadt ist Thunder Bay, etwa 160 Kilometer östlich des Parks.

## Geschichte
Der Park wurde im Jahr 1913 eingerichtet, dabei geht er auf ein Schutzgebiet aus dem Jahr 1909 (das „Quetico Forest and Game Reserve“) zurück. Der Park ist, nach dem 1893 eingerichteten Algonquin Provincial Park und dem 1894 eingerichteten Rondeau Provincial Park, der drittälteste der Provincial Parks in Ontario.
Die menschliche Nutzung des Gebiets geht dabei weit vor die Ankunft europäischer Siedler und Forscher zurück. Im Park finden sich Felszeichnungen, die bereits bei den ansässigen First Nations, hier hauptsächlich Saulteaux und älteren Kulturen wie der Woodland-Periode, von kultureller Bedeutung waren.
Später war das Gebiet ist Teil der größeren Boundary Waters-Region, einer historischen und wichtigen Durchgangsstraße in den Pelzhandels- und Erkundungstagen Neufrankreichs und Britisch-Nordamerikas. 1996 wurden dann Teile dieser Wasserwege entlang der kanadische Seite der Grenze, als Teil des Boundary Waters – Voyageur Waterway, zum Canadian Heritage River erklärt. Im 19. Jahrhundert passierte auch der Dawson Trail das heutige Parkgebiet.
Im Februar 2021 wurde der Park von der International Dark-Sky Association zum International Dark Sky Park erklärt.